# Херман II фон Еверщайн-Поле
Херман II фон Еверщайн-Поле (на немски: Hermann II von Everstein & Polle; * пр. 1305; † между 20 юни 1350 – 21 септември 1353) е граф на Еверщайн и господар на Поле в Долна Саксония.

## Произход
Той е син на граф Ото III фон Еверщайн († 1312/1314) и втората му съпруга Луитгард фон Шладен († сл. 1331), дъщеря на граф Майнхер фон Шладен († сл. 1302) и Аделхайд фон Верберг († сл. 1302). Внук е на граф Херман I фон Еверщайн († 1272).

## Фамилия
Херман II фон Еверщайн се жени пр. 29 септември 1324 г. за Аделхайд фон Липе († сл. 1324), дъщеря на Симон I фон Липе († 1344) и съпругата му Аделхайд фон Валдек († 1339/1342). Те имат децата:
- Аделхайд фон Еверщайн-Поле (* ок. 1324; † сл. 29 септември 1373), омъжена между 10 май 1335 и 9 юни 1336 г. за херцог Ернст I фон Брауншвайг-Грубенхаген (1297 – 1361)
- Ото VI фон Еверщайн-Поле/X (* ок. 1339; † 25 юли 1373), граф на Еверщайн-Поле и Озен, женен за Агнес фон Хомбург († сл. 1409)
- Херман III фон Еверщайн-Поле//VI/VII (* 1351; † 1393/1395), домхер в Хилдесхайм, от 1373 граф на Еверщайн, женен сл. 1373 г. за Елизабет фон Валдек († сл. 22 юли 1423), дъщеря на граф Хайнрих VI фон Валдек 'Железния' († 1397) и Елизабет фон Юлих-Берг († сл. 1388)
- София фон Еверщайн-Поле († пр. 14 юли 1370)
- Йохан I фон Еверщайн-Поле († сл. 1351)
- Ото XI фон Еверщайн-Поле († между 5 юни 1356 и 1 май 1364), домхер в Хилдесхайм (1341 – 1356), каноник в Св. Блазии в Брауншвайг (1355)
- Майнхард I фон Еверщайн-Поле († сл. 1351)
- Бернхард III фон Еверщайн-Поле († сл. 1378/1379)